# Робертс, Куиллан
Куи́ллан Ро́бертс (англ. Quillan Roberts; родился 13 сентября 1994 года в Брамптоне, Канада) — канадский и гайанский футболист, вратарь клуба «Фордж» и сборной Гайаны.

## Клубная карьера
Робертс — воспитанник академии футбольного клуба «Торонто». Контракт с ним «Торонто» подписал 10 апреля 2012 года. В марте 2014 года для получения игровой практики он был отправлен в аренду в аффилированный клуб третьего дивизиона «Уилмингтон Хаммерхэдс». 6 апреля 2014 года в матче против «Харрисберг Сити Айлендерс» Куиллан дебютировал в USL Pro. 6 августа 2014 года он был отозван из аренды. После возвращения в «Торонто», он вновь осел на лавке. В марте 2015 года Робертс был заявлен в фарм-клуб «Торонто II». По окончании сезона 2016 клуб не стал далее продлевать контракт с игроком.
В марте 2017 года Робертс проходил просмотр в клубе USL «Рочестер Райнос».
Клуб Лиги 1 Онтарио «Вудбридж Страйкерс» подписал контракт с Робертсом на сезон 2017. По итогу сезона он был признан вратарём года в лиге и был включён в символическую первую сборную лиги.
В начале 2018 года Робертс проходил просмотр в клубе-дебютанте MLS «Лос-Анджелес» во время их предсезонного сбора. Клуб подписал вратаря 30 мая. По окончании сезона 2018 «Лос-Анджелес» не продлил контракт с Робертсом.
2 марта 2019 года Робертс присоединился к клубу новообразованной Канадской премьер-лиги «Фордж». За новый клуб он дебютировал 8 мая в матче против «Пасифика», отстояв на ноль.

## Международная карьера
В 2011 году Куиллан в составе юношеской сборной Канады принял участие в юношеском чемпионате мира в Мексике. На турнире он сыграл в матчах против команд Уругвая, Англии и Руанды. В поединке против англичан Робертс забил гол.
30 марта 2015 года в товарищеском матче против сборной Пуэрто-Рико Робертс дебютировал за сборную Канады.
В 2015 году Куиллан попал в заявку сборной Канады на участие в Золотом кубка КОНКАКАФ. На турнире он был запасным и на поле не вышел.
Так как единственный матч Робертса за сборную Канады был товарищеским, он имел право однократно сменить футбольное гражданство, выбрав между сборными Гайаны, родины его отца, и Ямайки, родины его матери.
Робертс был включён в состав сборной Гайаны на Золотой кубок КОНКАКАФ 2019. На турнире, 26 июня 2019 года в третьем матче группового этапа против сборной Тринидада и Тобаго, выйдя в стартовом составе, он дебютировал за «золотых леопардов».